# Karczowice (Basse-Silésie)
Pour les articles homonymes, voir Karczowice (Petite-Pologne).
Karczowice est une localité polonaise de la gmina de Ciepłowody, située dans le powiat de Ząbkowice Śląskie en voïvodie de Basse-Silésie.

## Histoire
De 1742 à 1945, Tadelwitz fait partie de l'arrondissement de Frankenstein-en-Silésie dans le district de Breslau au sein de la province de Silésie.